# Меграбян, Роберт
Роберт Меграбян (31 июля 1941, Тегеран, Иран) — американский учёный-материаловед армянского происхождения, председатель, президент и главный исполнительный директор Teledyne Technologies. Член Национальной инженерной академии США.
Президент Университета Карнеги-Меллона (1990—1997), доцент Массачусетского технологического института, декан Калифорнийского университета в Санта-Барбаре и профессор Университета Иллинойса.
Международный признанный авторитет в области передовых технологий. В честь него назван «Совместный инновационный центр Роберта Меграбяна» в Университете Карнеги-Меллона.

## Биография
Роберт Меграбян родился 31 июля 1941 года в Тегеране. Его отец владел заводом по производству алюминия. В возрасте 17 лет эмигрировал в США, чтобы поступить в Академию Филлипса в Эксетере . Он получил степень бакалавра (1964) и доктора философии (1968) в Массачусетском технологическом институте в области материаловедения и инженерии. После преподавания в Массачусетском технологическом институте он ушел в 1975 году, чтобы начать преподавать в Университете Иллинойса с 1975 по 1979 год. С 1979 по 1981 год он был руководителем отдела металлургии в Национальном бюро стандартов и директором Центра материаловедения в NBS до 1983 года, когда он ушёл, чтобы стать деканом инженерного факультета Калифорнийского университета в Санта-Барбаре. Затем он был президентом Университета Карнеги-Меллон с 1990 по 1998 год.
Доктор Мехрабян работал старшим советником по производству и высоким технологиям во многих компаниях из списка Fortune 500. Ему также принадлежат восемь американских и более 40 зарубежных патентов.
«Совместный инновационный центр Роберта Меграбяна» отмечает его вклад в экономическое развитие Питтсбурга и коммерциализацию технологий в CMU. В здании расположены офисы технологических исследований и разработок компаний Apple, Intel и Disney. Здесь также находится лаборатория CREATE Карнеги-Меллона — лаборатория робототехники, спонсируемая Microsoft, — и помещения для CyLab Карнеги-Меллона, университетского института информационных сетей и Координационного центра CERT, всемирно известной команды по кибербезопасности Карнеги-Меллона. Меграбян является автором 139 статей и редактором шести книг в области материаловедения и техники.